# Onesia batangensis
Onesia batangensis este o specie de muște din genul Onesia, familia Calliphoridae, descrisă de Chen și Fan în anul 1993.
Este endemică în Sichuan. Conform Catalogue of Life specia Onesia batangensis nu are subspecii cunoscute.